# Markørgener
Et markørgen bruges i molekylærbiologi til at bestemme om et stykke DNA er blevet indsat korrekt i værtsorganismen. Der findes to typer af markørgener: valgbare markører og markører til screening.

## Eksempel
Der findes forskellige typer markørgener, og i gensplejsning i bakterier kan man for eksempel benytte sig af et antibiotikamarkørgen. Det indsættes sammen med det ønskede gen i bakterien. Markørgenet gør bakterien modstandsdygtig over for en efterfølgende antibiotikabehandling. Hvis cellen overlever, er det derfor et tegn på, at genet er blevet indsat. Alle de andre celler uden indsatte gener dør på grund af behandlingen.